# Lemino
Lemino (jap. レミノ Remino) – japońska usługa treść over-the-top (telewizji internetowej) świadczona przez NTT docomo.
W 2016 roku udział usługi był największy w kraju na poziomie 24,1%, ale do 2022 roku spadł do 4,2%.
Oprócz Lemino, Docomo prowadzi siostrzaną usługę SVOD o nazwie d-anime Store, specjalizującą się w treściach anime, która posiada 2,5 miliona obserwujących.

## Nazwa
Nazwa Lemino pochodzi od angielskich słów „Let me know” (Daj mi znać).
Poprzednia nazwy to d-market Video Store (dマーケット VIDEOストア) 2011 – 2013, d-video (dビデオ) 2013 – 2015 i dTV (ディーティービー) 2015 – 2023.